# Roeville
Roeville est une census-designated place située dans le comté de Santa Rosa, dans l’État de Floride, aux États-Unis. Sa population s’élevait à 608 habitants en 2010.